# Tatra Beta
Tatra Beta – samochód dostawczy produkowany przez czeską firmę Tatra w latach 1996–1999. Dostępny był jako 3–drzwiowy furgon oraz 2–drzwiowy pick-up. Do napędu używano silników Hyundaia R4 o pojemności 1,3 l. Moc przenoszona była na oś przednią. Samochód wyposażono w 5–biegową manualną skrzynię biegów. Pojazd produkowano w Příborze w Czechach. Pierwowzór opracowano w fabryce Škody jako auto elektryczne. Nadwozie wykonane było z laminatu. Wyprodukowano ok. 300 sztuk.

## Dane techniczne

### Silnik
- R4 1,3 l (1341 cm³), 2 zawory na cylinder, OHC[2]
- Średnica × skok tłoka: 71,5 mm × 83,5 mm
- Stopień sprężania: 9,5:1
- Moc maksymalna: 84 KM (62 kW) przy 5700 obr./min
- Maksymalny moment obrotowy: 118 N•m przy 3100 obr./min

### Osiągi
- Przyspieszenie 0-100 km/h: b.d.
- Prędkość maksymalna: 140 km/h

## Galeria

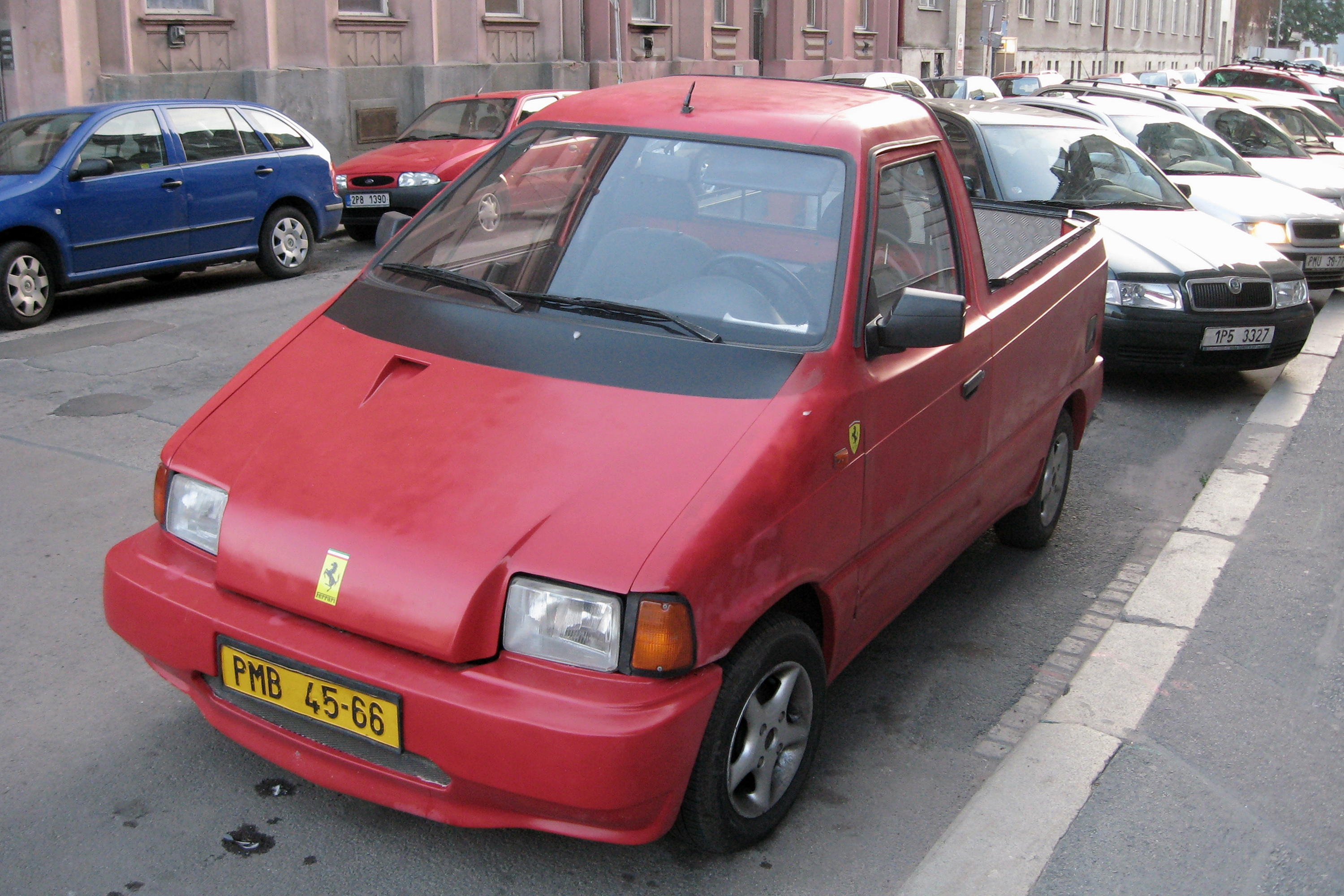
Tatra Beta w wersji pick-up
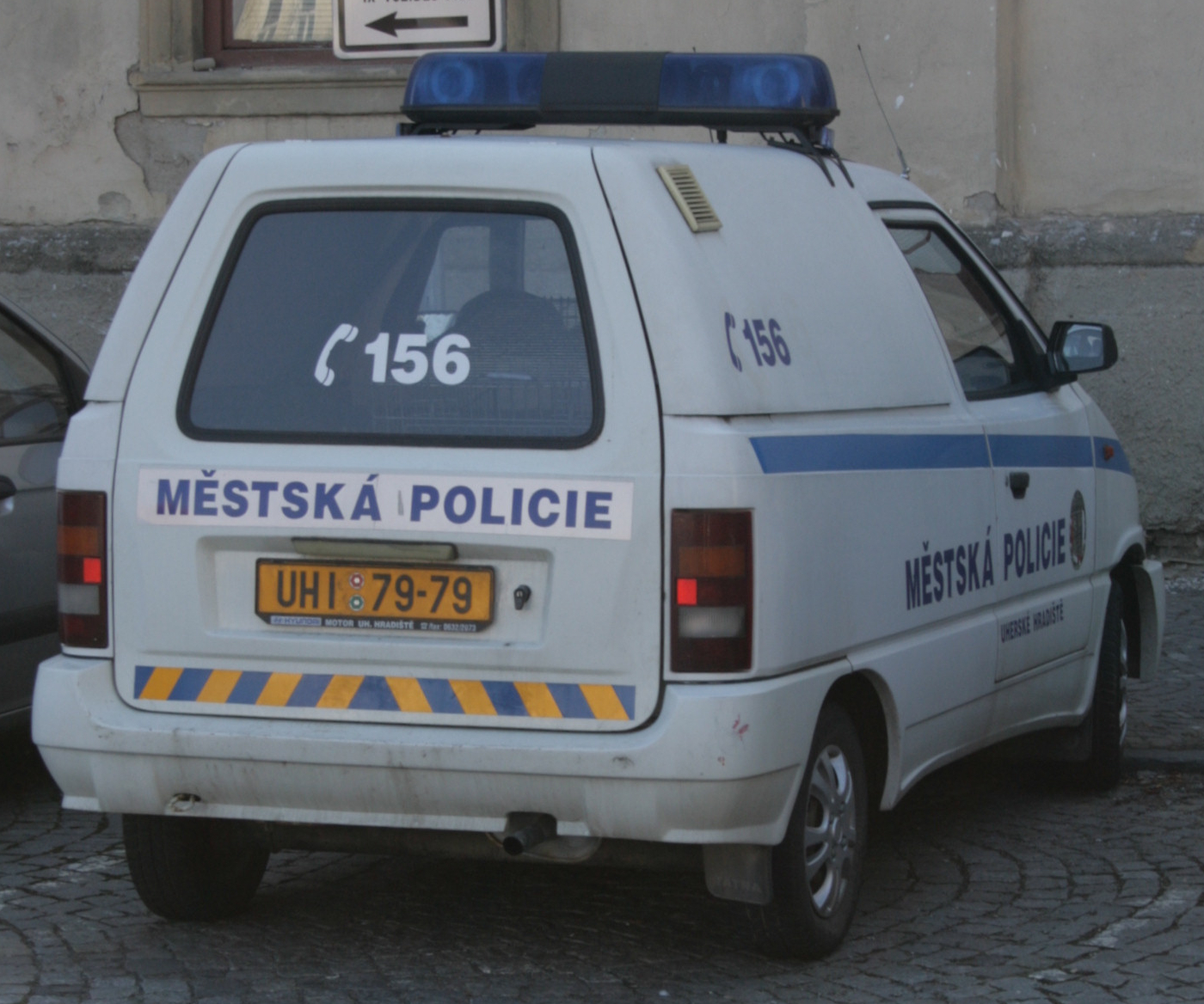
Tatra Beta jako radiowóz – tył pojazdu